# Cruella de Vil (bài hát)
"Cruella de Vil", được viết bởi Mel Leven, là một ca khúc trong bộ phim hoạt hình năm 1961 của hãng Disney có tên 101 Con Chó Đốm. Ca khúc được biểu diễn bởi Bill Lee, trong vai Roger Radcliffe, một nhân vật trong phim. Ca khúc cũng được thu âm lại bởi Lalaine, Hayden Panettiere, và Selena Gomez cho loạt album Disneymania

## Sử dụng trong101 Con Chó Đốm
Trong bộ phim này, ca khúc được biểu diễn bởi nhân vật Roger Radcliffe (do Bill Lee lồng tiếng), để miêu tả nhân vật cùng tên. Và nó trở thành ca khúc thành công đầu tiên của Roger.

## Các bản thu âm lại
Ca khúc được thu âm lại lần đầu tiên bởi Dr. John cho bộ phim hành động làm lại năm 1996.
Sau đó, ca khúc cũng được thu âm lại bởi Lalaine, Skye Sweetnam, Hayden Panettiere, Selena Gomez cho loạt album Disneymania

### Bản thu âm lại của Selena Gomez
Ca khúc được thu âm lại bởi Selena Gomez và được chọn làm đĩa đơn quảng bá cho album Disneymania 6. Một video âm nhạc cũng được quay cho đĩa đơn này.

### Video âm nhạc
Video âm nhạc cho bản thu âm của Selena Gomez được phát hành trên kênh Disney Channel vào 14 tháng 2 năm 2008 và được tặng kèm trong bản 2-Disc Platinum Edition DVD tái phát hành của 101 Con Chó Đốm